# PGC 212654
LEDA/PGC 212654 ist eine Galaxie im Sternbild Fische auf der Ekliptik. Sie ist schätzungsweise 215 Millionen Lichtjahre von der Milchstraße entfernt und hat einen Durchmesser von etwa 50.000 Lichtjahren. Vermutlich bildet sie gemeinsam mit IC 1618 ein gravitativ gebundenes Galaxienpaar.
Im selben Himmelsareal befindet sich u. a. die Galaxien NGC 380, NGC 383, NGC 384, NGC 385.